# Gentiaanvedermot
De gentiaanvedermot (Stenoptilia pneumonanthes) is een vlinder uit de familie van de vedermotten (Pterophoridae). De wetenschappelijke naam werd gepubliceerd in 1880 door Buttner.
De soort komt voor in Europa.